# کارکس اینتریر
کارکس اینتریر (نام علمی: Carex interior) نام یک گونه از سرده جگن است.